# 前田星奈
前田 星奈（まえだ せな、1999年12月28日 - ）は、日本のモデル、レースクイーン。石川県出身。
雑誌「Ray」モデル。

## 人物
- 石川県出身[1]。星稜高等学校を経て、都内の大学に進学する[2]。趣味は野球観戦、カフェ巡り[1]。

## エピソード
- 名前の由来はアイルトン・セナ[3]。漢字は母が星稜高等学校チア部出身で、星稜の字から名付け[3]。

- 高校在学中は陸上部に所属していた[2]。